# تنفس پوستی
تنفس پوستی (انگلیسی: Cutaneous respiration) (که تبادل گازی پوستی نیز نامیده می‌شود) شکلی از تنفس است که در آن تبادل گاز در سراسر پوست یا پوشش خارجی ارگانیسم؛ به جای آبشش‌ها یا با ریه‌ها، انجام می‌شود. تنفس پوستی می‌تواند تنها روش تبادل گاز باشد یا ممکن است با اشکال دیگری مانند تهویه همراه باشد. تنفس پوستی در طیف گسترده‌ای از جانداران از جمله حشرات، دوزیستان، ماهی‌ها، مارهای دریایی، لاک پشت‌ها و به میزان کمتری در پستانداران رخ می‌دهد.

## محدودیت‌های فیزیکی
تنفس پوستی یا تبادل گازهای پوستی نوعی تنفس است که در آن تبادل گاز نه در آبشش‌ها و در ریه‌ها، بلکه در پوست یا پوشش بیرونی یک موجود زنده انجام شود. تبادل گاز در تنفس پوستی توسط سه عامل کنترل می‌شود:
- نرخ تنفس: میزان انتقال محیط تنفسی (آب یا هوا) به سطح تنفسی
- انتشار: عبور گازها از پوست
- همرفت: حمل گازهای محلول به سمت یا دور از ریه‌ها